# هلالي
هو نوع من أنواع التمور الحساوية «تمر احسائي». من التمر الممتاز. تتأخر في النضج فهي تنضج في نهاية موسم التمور وتؤكل على شكل الرطب أو التمر ولونها مصفر ونخلة الهلالي تنتج كمية كبيرة من الثمار، وبدأت تتكاثر في الإمارات وبعض دول الخليج وظهرت منها أنواع نسيجية وفي الإمارات تعتبر محصولا تجاريا ينصح بزراعته.